# Teppo Numminen
Teppo Kalevi Numminen (ur. 3 lipca 1968 w Tampere) – fiński hokeista, reprezentant Finlandii, czterokrotny olimpijczyk. Trener hokejowy.

## Życie prywatne
Jego ojciec Kalevi (ur. 1940) i brat Teemu (ur. 1973) także byli hokeistami. Jego żoną jest Ann-Maarit, mają troje dzieci: dwie córki Biancę i Ericę oraz syna Niklasa.
Teppo Numminen był większościowym właścicielem firmy Montreal Sports Ltd (założonej przez jego ojca), produkującej kije hokejowe; firmę odkupiło potem przedsiębiorstwo Warrior Sports.

## Kariera zawodnicza
- Whitby Lawmen (1984–1985)
- Tappara U18 (1984–1985)
- Tappara U20 (1985–1986)
- Tappara (1985–1986)
- Winnipeg Jets (1988–1996)
  -  TuTo (1994)
- Phoenix Coyotes (1996–2003)
- Dallas Stars (2003–2004)
- Buffalo Sabres (2005–2009)

Wychowanek klubu Tappara. Przez trzy lata grał w barwach klubu w fińskiej lidze SM-liiga i w tym czasie trzykrotnie zdobywał tytuł mistrzostwa Finlandii. W drafcie NHL 1986 został wybrany przez Winnipeg Jets. W 1988 wyjechał do Kanady i od tego czasu grał w lidze NHL – najpierw osiem sezonów w Jets, potem siedem w amerykańskim Phoenix Coyotes, rok w Dallas Stars i cztery ostatnie sezony w Buffalo Sabres. Łącznie rozegrał w NHL 20 sezonów, w trakcie których rozegrał 1454 mecze, w których zdobył 660 punktów. W sierpniu 2009 zakończył karierę.
Wielokrotny reprezentant Finlandii. Uczestniczył w turniejach Canada Cup 1987, 1991, mistrzostw świata w 1987, 1991, 1996, 1997, zimowych igrzysk olimpijskich 1988, 1998, 2002, 2006, oraz Pucharu Świata 1996, 2004.

## Kariera trenerska
- Buffalo Sabres (2011-2014), asystent trenera

Po zakończeniu kariery zawodniczej rozpoczął pracę jako działacz i trener hokejowy. W odniesieniu do zimowych igrzysk olimpijskich 2006 oraz mistrzostw świata 2011 pracował jako skaut dla reprezentacji Finlandii. We wrześniu 2011 został asystentem trenera w swoim byłym klubie Buffalo Sabres. Następnie został skautem w tym klubie. Podczas turnieju Pucharu Świata 2016 był asystentem w kadrze Finlandii.

## Sukcesy

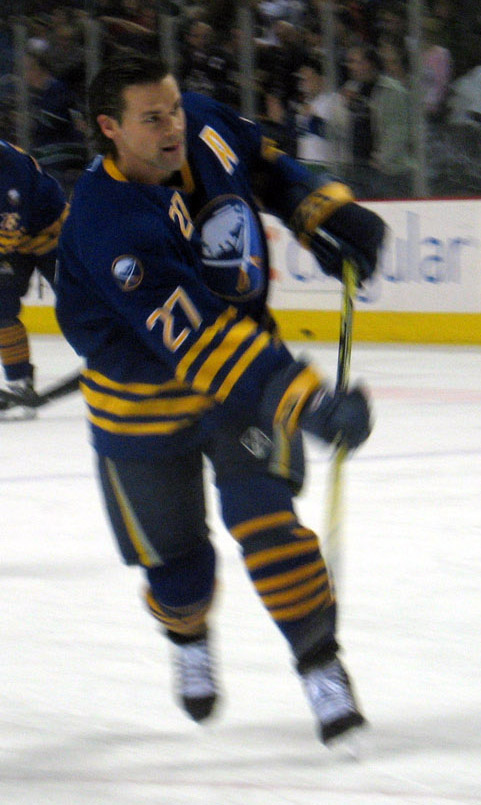
Teppo Numminen w barwach Buffalo Sabres (2007)

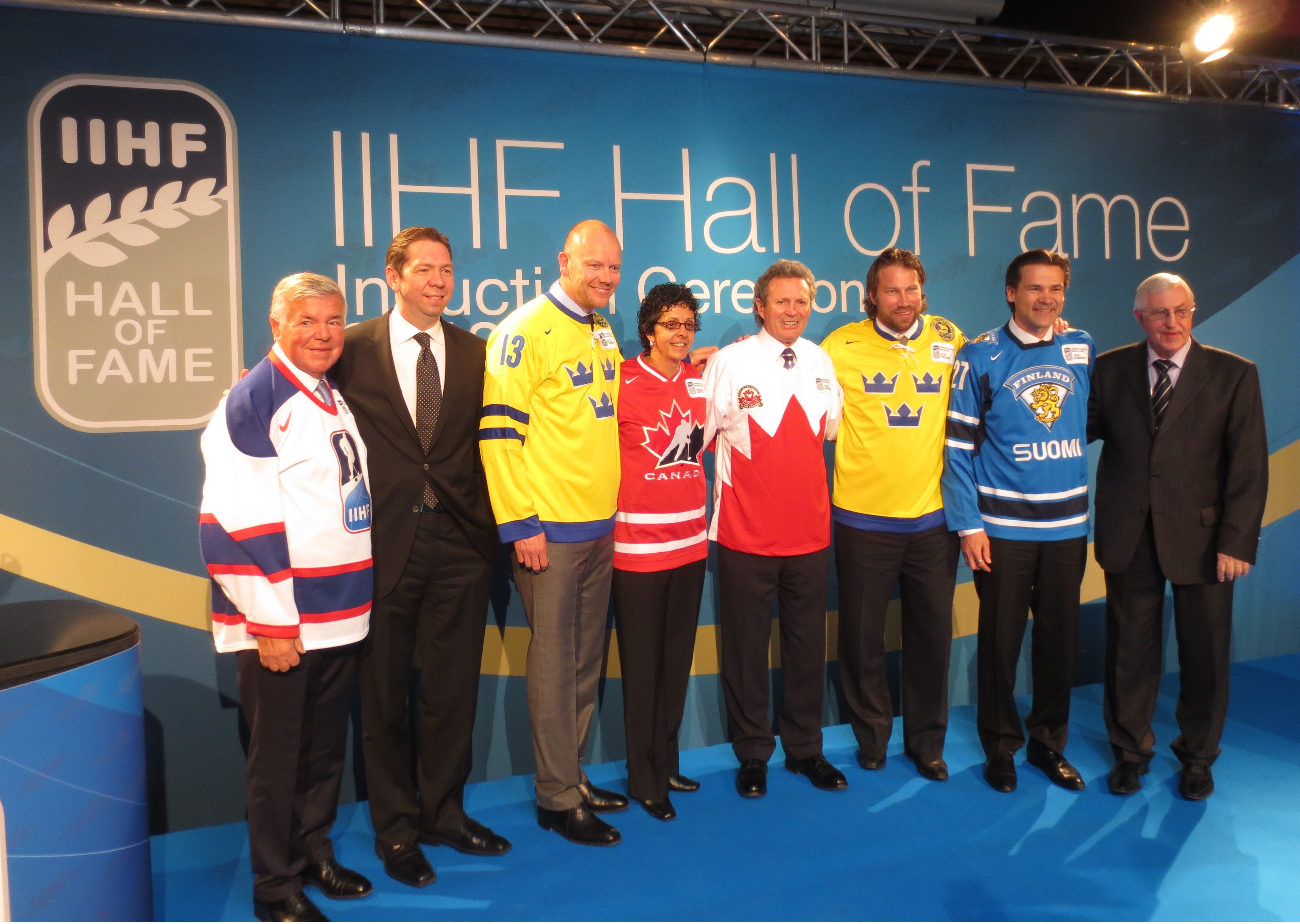
Teppo Numminen (drugi z prawej) podczas uroczystości przyjęcia do Galerii Sławy IIHF (2013)

Reprezentacyjne
- Złoty medal mistrzostw Europy juniorów do lat 18: 1986
- Srebrny medal zimowych igrzysk olimpijskich: 1988, 2006
- Brązowy medal mistrzostw świata juniorów do lat 20: 1988
- Brązowy medal zimowych igrzysk olimpijskich: 1998
- Srebrny medal Pucharu Świata: 2004

Klubowe
- Złoty medal mistrzostw Finlandii: 1986, 1987, 1988 z Tappara
- Mistrzostwo dywizji NHL: 2007 z Buffalo Sabres
- Presidents’ Trophy: 2007 z Buffalo Sabres

Indywidualne
- Mistrzostwa świata do lat 20 w 1988:
  - Skład gwiazd turnieju
  - Najlepszy obrońca turnieju
- Mistrzostwa świata w 1997:
  - Skład gwiazd turnieju
- NHL (1998/1999):
  - NHL All-Star Game
- NHL (1999/2000):
  - NHL All-Star Game
- NHL (2000/2001):
  - NHL All-Star Game

Wyróżnienia i upamiętnienie
- Galeria Sławy fińskiego hokeja na lodzie
- Klub Phoenix Coyotes zastrzegł jego numer 27 dla zawodników drużyny: 2010
- Galeria Sławy IIHF: 2013
- W fińskich rozgrywkach juniorskich do lat 16 Jr. C SM-sarja ustanowiono Nagrodę Teppo Numinena przyznawaną najlepszemu zawodnikowi ligi